# Adeona foliifera
Adeona foliifera är en mossdjursart som beskrevs av Jean-Baptiste Lamarck 1816. Adeona foliifera ingår i släktet Adeona och familjen Adeonidae. Utöver nominatformen finns också underarten A. f. fascialis.